# Fernando de Valdés y Salas
Fernando de Valdés y Salas (Salas, Asturias, 1483 - Madrid, 9 de diciembre de 1568) fue un poderoso político y eclesiástico español, muy influyente durante el siglo XVI. Inquisidor general y presidente del Consejo Real de Castilla.

## Biografía
Hijo de Juan Fernández de Valdés-Salas y Mencía de Llano y Valdés. Estudió en la Universidad de Salamanca y allí mismo también enseñó derecho canónico. Tuvo un hijo natural, el caballero don Juan de Osorio. Su hermano Juan de Salas y Valdez fue un conquistador español que tomó parte de la conquista del Perú. Protegido por el Cardenal Cisneros, fue miembro del Consejo Supremo de la Inquisición (1516) y obispo de Elna (1529), Orense (1530), Oviedo (1532), León (30 de mayo de 1536) y Sigüenza (29 de octubre de 1536); desempeñó la presidencia de la Real Chancillería de Valladolid, y finalmente fue nombrado arzobispo de Sevilla (1546). Presidió el Consejo de Castilla y fue consejero del de Estado. Como inquisidor general (1547-1566) nombrado por el mismo Felipe II dirigió el famoso proceso contra Bartolomé de Carranza (1559) aunque el arzobispo de Toledo acabará recusando al gran inquisidor, pasando su proceso a Roma. En 1561 redactó unas Instrucciones al Santo Oficio que se llevaron a imprenta en 1612. En 1566 guardó su título de inquisidor general, pero en realidad, Diego de Espinosa lo reemplazó.
Valdés fue el autor de uno de los más famosos y censores índices de libros prohibidos (1559); en él incluyó obras de Erasmo de Róterdam, fray Luis de Granada, San Juan de Ávila y san Francisco de Borja entre otros. Sus actuaciones como inquisidor se cobraron numerosas vidas en nombre de la Iglesia, de forma que fue recordado como uno de los inquisidores más fanáticos. Tomó medidas contra los conversos y moriscos y dirigió procesos contra los focos erasmistas y luteranos de Valladolid y de Sevilla. Está enterrado en la Colegiata de Santa María la Mayor, levantada por sus padres en Salas, en un hermoso sepulcro en alabastro realizado entre 1576 y 1582 por el escultor manierista Pompeo Leoni, por encargo del Duque de Alba.

## Mecenazgo

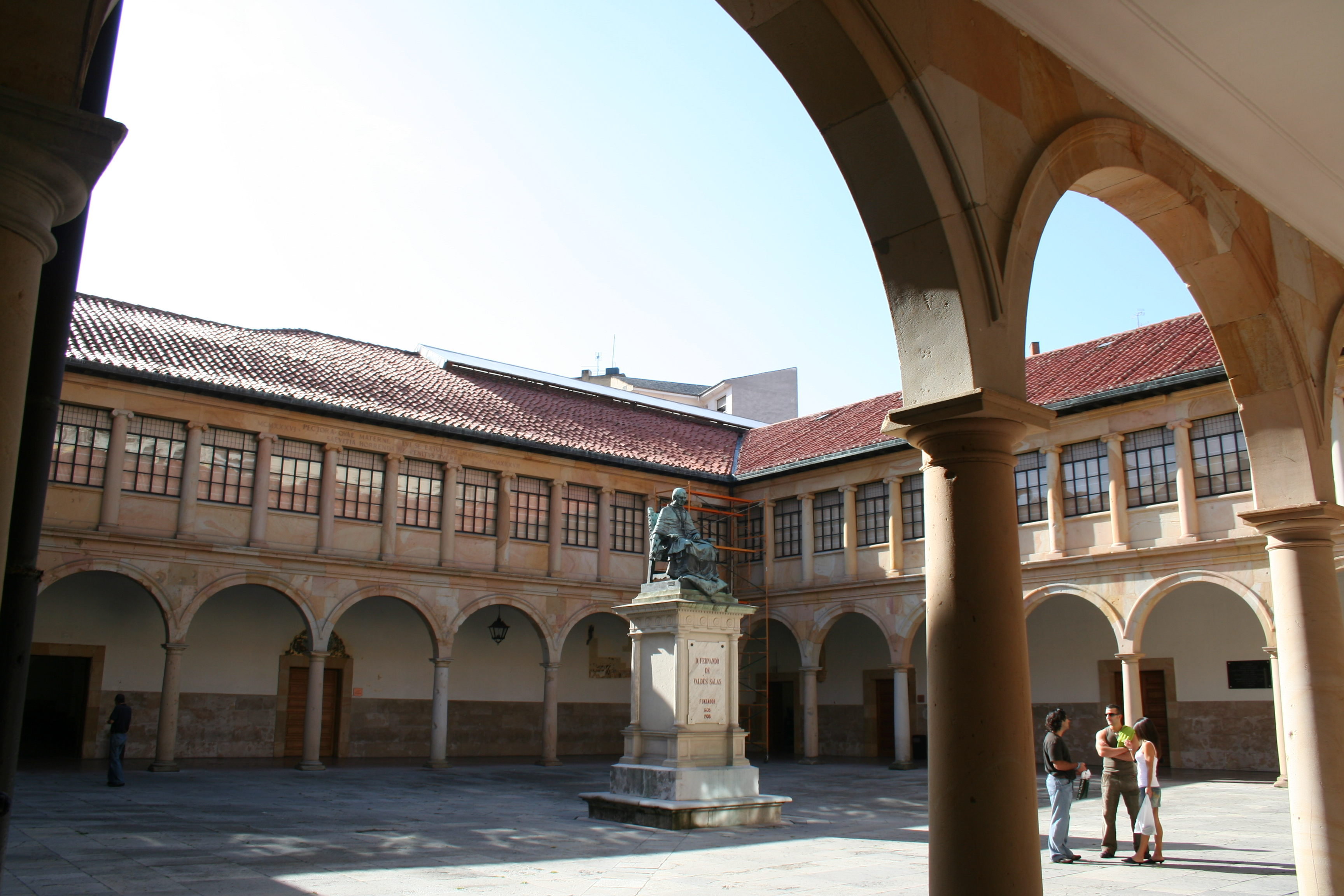
Estatua de Fernando Valdés en el Claustro viejo de la Universidad de Oviedo.

Promovió la cultura mediante numerosas fundaciones. En Salamanca fundó el Colegio de San Pelayo y en su patria asturiana impulsó la fundación de la Universidad de Oviedo, para cuya construcción dejó una gran manda en su testamento, pero que todavía tardó cuarenta años en levantarse, iniciando sus actividades en 1608; contribuyó a la construcción de numerosos edificios culturales y asistenciales (Villa de Salas, Palacio de Valdés-Salas, Colegiata de Santa María la Mayor, adonde se trasladó su cuerpo tras fallecer; estos dos últimos son monumentos nacionales).
Existe en Oviedo un edificio que lleva su nombre, el Edificio Valdés-Salas, sede de la Escuela de Ingeniería Informática (Universidad de Oviedo).